# 小宮市太郎
小宮 市太郎（こみや いちたろう、1909年（明治42年）2月14日 - 1966年（昭和41年）10月2日）は、昭和期の教育者、労働運動家、政治家。参議院議員。

## 経歴
福岡県、現在の大牟田市で生まれる。福岡県立三池中学校（現福岡県立三池高等学校）、福岡県八女工業学校（現福岡県立八女工業高等学校）を経て、日本大学で学んだが軍事教練反対で退校処分となり、1928年（昭和3年）長野県師範学校を卒業した。
その後、長野県・福岡県内の公立小学校で勤務。文部省教員検定試験に合格し中等教員免状を取得し、朝鮮公立高等女学校、母校の三池中学校、新制三池高等学校の教員を務めた。
戦後、教職員組合の結成に参画し、福岡県教職員連合会文化部長、福岡県高等学校教職員組合副委員長、大牟田地区労働組合評議会会長などを務めた。
1949年（昭和24年）8月、福岡県議会議員大牟田市選挙区補欠選挙に出馬して当選。日本社会党大牟田支部長、同党福岡県支部連組織局長、同政治局長、同執行委員長などを務めた。1957年（昭和32年）3月、土屋香鹿県政の公金1億円流用事件が明るみになると、県議会本会議で緊急質問を行い土屋知事の政治責任を問うたことが契機となり、全国初の知事リコール運動が行われた。
吉田法晴の北九州市長選挙立候補に伴い1963年（昭和38年）4月に実施された、第5回参議院議員通常選挙・福岡県地方区補欠選挙に社会党公認で出馬して当選し、参議院議員に1期在任した。その後、1965年（昭和40年）7月の第7回通常選挙に立候補したが落選。翌1966年10月に肝硬変症で急死した。
その他、福岡県南筑農業協同組合理事、福岡地方酪農協同組合連合会理事、福岡県酪農協同組合連合会理事なども務めた。